# Pouteria singularis
Pouteria singularis là một loài thực vật có hoa trong họ Hồng xiêm. Loài này được T.D.Penn. miêu tả khoa học đầu tiên năm 1990.